# Луций Калпурний Пизон (консул 27 г.)
Вижте пояснителната страница за други личности с името Луций Калпурний Пизон.
Луций Калпурний Пизон (на латински: Lucius Calpurnius Piso) е политик и сенатор на ранната Римска империя.

## Биография
Пизон е син на Гней Калпурний Пизон (консул 7 пр.н.е.). Той си сменя името след смъртта на баща си през 20 г. от Гней на Луций.
През 27 г. Пизон става редовен консул заедно с Марк Лициний Крас Фруги. От 36 до 38/39 г. e градски префект. През 39/40 г. е проконсул на провинция Африка, и след това управител на Далмация.
Неговият син Луций Калпурний Пизон e консул през 57 г.